# AFMS-6
Die Artillerie-Funkmeßstation AFMS-6, abgekürzt AFMS-6. war ein in der damaligen Sowjetunion 1959 entwickeltes Artillerieaufklärungsradar. Die russische Bezeichnung lautete станция наземной артиллерийской разведки-6, abgekürzt СНАР-6 und bedeutet sinngemäß übersetzt Station zur bodengebundenen Artillerieaufklärung. Das Radargerät diente zur Aufklärung gegnerischer Ziele, der Ermittlung von Zielkoordinaten und zur Führung des eigenen Feuers. In dieser Funktion löste sie ihre Vorgänger SNAR-1 und SNAR-2 ab.

## Entwicklung
Mit Vergrößerung der Reichweite der Artillerie stellte sich schon frühzeitig das Problem der Ermittlung der Zielkoordinaten. Bei Schussweiten von mehr als zehn Kilometern war eine zeitnahe optische Aufklärung von Zielen und die ausreichend genaue Ermittlung ihrer Koordinaten nur noch schwer, bei Nacht und schlechter Sicht überhaupt nicht mehr möglich. Mit Schallmessverfahren konnten bereits im Zweiten Weltkrieg gegnerische Artilleriestellungen auch bei Fehlen direkter Sichtverbindungen geortet und ihre Koordinaten ermittelt werden. Der Vorteil dieses Verfahrens liegt darin, dass es sich um ein passives Verfahren handelt, das nicht fernaufklärbar ist. Nachteilig ist die Beschränkung auf eine Reichweite von ungefähr 20 km – die während des Krieges jedoch meist ausreichend war – und die Tatsache, dass mit ihm die Abschüsse gegnerischer Artillerie vermessen werden. Artillerie, die den Feuerkampf noch nicht aufgenommen hat, sowie andere militärische Fahrzeuge können damit nicht aufgeklärt werden. Die während des Zweiten Weltkrieges erreichten Fortschritte auf dem Gebiet der Radartechnik ermöglichten jedoch die Entwicklung leistungsfähiger und kompakter Radargeräte, die zur Artilleriebeobachtung eingesetzt werden konnten. Erste Überlegungen zur Nutzung der Radartechnik für diesen Zweck stellte die Hauptverwaltung Artillerie der Sowjetarmee bereits während des Zweiten Weltkrieges an. Im Jahr 1943 wurde das Forschungsinstitut NII-244 (НИИ-244) des Ministeriums für Verteidigung der Sowjetunion mit der Entwicklung einer entsprechenden Station beauftragt. Leiter der Entwicklung war A. A. Raspletin (А. А. Расплетин). Die SNAR-1 war das erste sowjetische Radargerät, das für diese Zwecke entwickelt und eingesetzt wurde. Die 1947 in die Bewaffnung der Sowjetarmee übernommene SNAR-1 hatte sich grundsätzlich bewährt, wies aber eine Reihe von Unzulänglichkeiten auf. Bei ihr wurden zur Unterbringung der elektronischen Anlagen, der Antenne und der Stromversorgungsaggregate zwei Fahrzeuge benötigt, was die taktische Beweglichkeit einschränkte. Problematisch war auch das geringe Auflösungsvermögen der Station, das das Erkennen der Zielsignale vor dem Hintergrund der Festziele erschwerte. Die 1950 eingeführte SNAR-2 nutzte modernere elektronische Bauelemente. Durch das verringerte Volumen der Baugruppen konnte das Elektroaggregat zusammen mit Werkzeugen, Ersatzteilen und Zubehör auf dem Gerätefahrzeug untergebracht werden, der Aggregatewagen entfiel. Durch die Nutzung von Millimeterwellen konnte das Auflösungsvermögen gesteigert werden, was die Unterscheidung von Fest- und beweglichen Zielen erleichterte. Dennoch war die Entdeckung kleiner, beweglicher Ziele problematisch. Durch Einführung eines Systems beweglicher Ziele (SBZ) sollte die Erkennung von beweglichen Zielen vor dem Hintergrund der Festziele erleichtert werden. Entsprechende Forschungsarbeiten waren 1953 sowohl im NII-244 als auch in der Radiotechnischen Akademie der Artillerie (Артиллерийская радиотехническая академия им. Говорова (АРТА)) in Charkow. Die Forschungsergebnisse zeigten, dass das Problem nur unter Verwendung eines Kohärenzradars zu lösen war.
Die Entwicklung der neuen Station wurde im Juli 1958 unter dem Namen Kontur (Контур) angewiesen. Neben dem SBZ sollte die Station auch gegen aktive Radarstörungen geschützt werden. Grundlage der Entwicklung war die SNAR-2. Von ihr wurden der Kofferaufbau, die Antennenkonstruktion und die Elektroaggregate übernommen, die elektronischen Baugruppen wurden neu entwickelt. Die Entwicklung konnte innerhalb eines Jahres bis 1959 abgeschlossen werden, am Jahresende fand die Werkserprobung statt, im darauffolgenden Februar die staatliche Erprobung begonnen, die sich bis zum April hinzog. Im Jahr 1960 wurde die SNAR-6 in die Bewaffnung der Sowjetarmee übernommen und die Serienproduktion begonnen.

## Konstruktion
Das System besteht aus
- dem Gerätefahrzeug
- dem Elektroaggregat AB-4-0/115/Tsch-425

### Grundsätzliches Zusammenwirken der Elemente des Waffensystems
Das Gerätefahrzeug nimmt im Koffer die wesentlichen elektronischen Baugruppen des Systems und die Antennenanlage auf. Im Einsatz wird das Elektroaggregat abgesetzt betrieben. Eine Aufklärung während der Fahrt ist nicht möglich.
Grundsätzlich wird die SNAR-6 aus vermessenen Stellungen eingesetzt. Zur Aufklärung wird die Sektorsuche eingesetzt, dabei wird ein Sektor mit einer Breite von 25 bis 28° durchsucht. Die aufgeklärten Ziele werden auf einem Rundsichtgerät dargestellt, auf dem auch elektronisch eine Darstellung der Grenzen des Sektors erzeugt wird. Die Station kann auch im Rundumsuchbetrieb arbeiten. In diesem Verfahren ist anhand bekannter Geländepunkte eine Orientierung der Station möglich. Die zu begleitenden Ziele werden auf einem Sichtgerät dargestellt, mit dessen Hilfe auch Seitenwinkel und Entfernung zum Ziel ermittelt werden. Die berechneten Koordinaten werden fernmündlich und über Funk an die schießenden Batterien übertragen. Um Fest- von beweglichen Zielen zu unterscheiden, werden zweifarbige Bildschirme benutzt. Das Zielbegleitungs-Sichtgerät dient auch zur Darstellung der Einschläge der eigenen Artillerie und der Vermessung der Ablage. Die ermittelte Ablage wird zur Feuerkorrektur ebenfalls fernmündlich und über Funk an die schießenden Batterien weitergegeben. Für die Übertragung der Informationen sind ein UKW-Funkgerät R108 und eine Fernsprechvermittlung vorhanden.
Im Vergleich zur SNAR-2 konnte die Reichweite der Aufklärung von Personen und Fahrzeugen bei schwachen Störungen um 25 % gesteigert werden. Bei starken Störungen konnten Ziele auf eine Entfernung von 10 km aufgeklärt und begleitet werden, unter diesen Bedingungen war mit der SNAR-2 eine Aufklärung nicht mehr möglich.
Das Gerätefahrzeug ist auf Basis des leichten Kettenschleppers AT-L aufgebaut. Anstelle der Pritsche wurde auf das Chassis ein Kofferaufbau gesetzt, der die elektronischen Baugruppen, die Antennenanlage und die Arbeitsplätze der Besatzung aufnimmt.

## Einsatz

### Einsatzgrundsätze
Die SNAR-6 wurde auf Ebene der Division zur Führung der in Divisionsartilleriegruppen zusammengefassten Artillerie eingesetzt. Dazu war sie in der Struktur den Führungsbatterien des Chefs Artillerie bzw. des Chefs Raketentruppen und Artillerie zugeordnet.

### Einsatzstaaten
Das System wurde in der Sowjetarmee eingeführt, aber in den 1970er Jahren durch die überarbeitete SNAR-10 ersetzt. Die SNAR-6 wurde auch in einzelne Staaten, wie beispielsweise die DDR, exportiert.

### Einsatz in der DDR
In der Nationalen Volksarmee der DDR wurde die SNAR-6 ab den 1960er Jahren in geringer Stückzahl eingesetzt. Abweichend vom Ursprungsnamen wählte man die Bezeichnung Artillerie-Funkmeßstation AFMS-6. Wegen der hohen Betriebskosten des Gleiskettenfahrzeugs wurden die vorhandenen Stationen 1974/75 in der Instandsetzungsbasis für Bewaffnung 2 (IBB-2) in Doberlug-Kirchhain auf den Lkw Ural-375D umgebaut. In den Verbänden der ständigen Gefechtsbereitschaft wurde die AFMS-6 in den 1970er Jahren durch die AFMS-10 ersetzt. Die freiwerdenden Stationen wurden als Ausbildungsgerät genutzt oder den Führungsbatterien des Chefs Raketentruppen und Artillerie der Mobilmachungsdivisionen zugewiesen. Bei Auflösung der NVA 1990 befanden sich noch einige AFMS-6 im Bestand der NVA.